# Niphotrichum ericoides
Espèce
Niphotrichum ericoides est une espèce de mousse.

## Systématique
Cette espèce, décrite en 1800 par Samuel Élisée von Bridel dans Journal für die Botanik sous le nom Trichostomum ericoides, fut renommée Niphotrichum ericoides en 2003 par Bednarek-Ochyra et Ochyra.